# 도스타나
도스타나(Dostana, Friendship)는 미국에서 제작된 타런 맨석하니 감독의 2008년 영화이다. 아비쉑 밧찬 등이 주연으로 출연하였고 카란 조하르 등이 제작에 참여하였다.

## 출연

### 주연
- 아비쉑 밧찬
- 프리양카 초프라
- 존 에이브러햄

### 조연
- 폴 앨댄니
- 에벌레인 보기스
- 크리스 일명 트래쉬 브라이트
- 안소니 코레아
- 바비 데올
- 모니카 가바
- 키론 커
- 클로디아 론도노
- 로버트 파제
- 실파 세티
- 지미 스타

## 제작진
- 라인프로듀서: 프라샨트 샤
- 의상: 매니쉬 말호트라
- 의상: 아키 니루라